# Gino Forlani
Gino Forlani (Portomaggiore, 17 agosto 1911 – Scirè, 29 febbraio 1936) è stato un militare italiano, insignito della medaglia d'oro al valor militare alla memoria nel corso della guerra d'Etiopia.

## Biografia
Nacque a Portomaggiore, provincia di Ferrara, il 17 agosto 1911, figlio di Anselmo e di Lucia Lorina. Arruolato nel Regio Esercito prestò servizio militare di leva nel 10º Reggimento artiglieria da campagna. Posto in congedo fu richiamato in servizio attivo nell'aprile 1935 ed assegnato al 12º Reggimento della Sila. Assegnato a domanda ad un reparto mobilitato per le esigenze dell'Africa Orientale fu destinato, dopo la promozione a caporale, al 1º Raggruppamento artiglieria leggera con il quale si imbarcò a Napoli il 21 settembre sbarcando a Massaua il 1º ottobre successivo. Prese parte alle operazioni belliche nel corso della guerra d'Etiopia, e rimase gravemente ferito nel corso della battaglia dello Scirè, decedendo 29 febbraio 1936 presso la 60ª Sezione Sanità in seguito alle gravi ferite riportate in combattimento. Con Regio Decreto del 17 settembre 1936 fu insignito della medaglia d'oro al valor militare alla memoria. Una via di Portomaggiore porta il suo nome.

### Fonti
1. 1 2 3 4 5  Combattenti Liberazione.
2. 1 2 3  Gruppo Medaglie d'Oro al Valor Militare 1965, p. 158.
3. ↑   Medaglia d'oro al valor militare Forlani, Gino, su quirinale.it, Quirinale. URL consultato l'11 luglio 2021.